# Единбург Семи Морів
Единбург Семи Морів, або Единбург Сімох Морів, (англ. Edinburgh of the Seven Seas) — єдиний населений пункт з постійним населенням на архіпелазі Тристан-да-Кунья, на британській заморській території Острови Святої Єлени, Вознесіння і Тристан-да-Кунья.
Число жителів у 2009 році становило всього 264 особи. Місцеві жителі Единбург Семи Морів називають просто The Settlement (селище, поселення). Единбург Семи Морів був заснований при анексуванні британцями острова. Свою назву він отримав у 1867 на честь принца Альфреда, герцога Единбурзького (другий син королеви Вікторії), який відвідав острів як капітан фрегата «Галатея». На острові розташовувався військовий гарнізон аж до кінця Другої світової війни.
У 1961 році  виверження вулкана зруйнувало селище, рибну фабрику і картопляні поля, а населення було вивезено з острова. Але поступово населення стало повертатися додому, а фабрика і поселення були повністю відновлені до 1963 року.
В цей час у селищі розташовується школа, маленька лікарня, продуктовий магазин, поштове відділення, радіостанція, кафе, магазин відеопродукції, басейн і поліційна дільниця, де служить всього одна людина. Крім того, в Единбурзі є дві церкви — англіканська Святої Марії та католицька святого Йосипа.
У селищі розташовується єдиний на острові порт, куди раз на кілька місяців заходить корабель, що курсує з Кейптауна в Джеймстаун (острів Святої Олени) і далі в Джорджтаун (острів Вознесіння). Від найближчого населеного пункту (з постійним населенням) Единбург Семи Морів знаходиться на відстані близько 1850 кілометрів і вважається одним з найвіддаленіших поселень на Землі.

## Клімат
Клімат на острові м'який, океанічний за класифікацією Кеппена. Середня температура на острові протягом року від 10 до 22 °C.
| Клімат Единбурга Семи Морів, о. Тристан-да-Кунья                              | Клімат Единбурга Семи Морів, о. Тристан-да-Кунья | Клімат Единбурга Семи Морів, о. Тристан-да-Кунья | Клімат Единбурга Семи Морів, о. Тристан-да-Кунья | Клімат Единбурга Семи Морів, о. Тристан-да-Кунья | Клімат Единбурга Семи Морів, о. Тристан-да-Кунья | Клімат Единбурга Семи Морів, о. Тристан-да-Кунья | Клімат Единбурга Семи Морів, о. Тристан-да-Кунья | Клімат Единбурга Семи Морів, о. Тристан-да-Кунья | Клімат Единбурга Семи Морів, о. Тристан-да-Кунья | Клімат Единбурга Семи Морів, о. Тристан-да-Кунья | Клімат Единбурга Семи Морів, о. Тристан-да-Кунья | Клімат Единбурга Семи Морів, о. Тристан-да-Кунья | Клімат Единбурга Семи Морів, о. Тристан-да-Кунья |
| Показник                                                                      | Січ.                                             | Лют.                                             | Бер.                                             | Квіт.                                            | Трав.                                            | Черв.                                            | Лип.                                             | Серп.                                            | Вер.                                             | Жовт.                                            | Лист.                                            | Груд.                                            | Рік                                              |
| Абсолютний максимум, °C                                                       | 23,7                                             | 24,4                                             | 24,4                                             | 22,4                                             | 20,3                                             | 18,7                                             | 17,8                                             | 17,3                                             | 17,1                                             | 18,4                                             | 20,4                                             | 21,8                                             | 24,4                                             |
| Середній максимум, °C                                                         | 20,4                                             | 21,2                                             | 20,5                                             | 18,9                                             | 16,9                                             | 15,3                                             | 14,4                                             | 14,2                                             | 14,3                                             | 15,4                                             | 17,0                                             | 18,9                                             | 17,3                                             |
| Середня температура, °C                                                       | 17,9                                             | 18,8                                             | 17,9                                             | 15,4                                             | 14,6                                             | 13,1                                             | 12,2                                             | 11,9                                             | 12,0                                             | 13,0                                             | 14,6                                             | 16,5                                             | 14,8                                             |
| Середній мінімум, °C                                                          | 15,4                                             | 16,2                                             | 15,3                                             | 11,9                                             | 12,3                                             | 10,9                                             | 10,0                                             | 9,6                                              | 9,7                                              | 10,6                                             | 12,2                                             | 14,1                                             | 12,4                                             |
| Абсолютний мінімум, °C                                                        | 10,9                                             | 11,8                                             | 10,3                                             | 9,5                                              | 7,4                                              | 6,3                                              | 4,8                                              | 4,6                                              | 5,1                                              | 6,4                                              | 8,3                                              | 9,7                                              | 4,6                                              |
| Середня кількість сонячних годин на місяць                                    | 139,5                                            | 144,0                                            | 145,7                                            | 129,0                                            | 108,5                                            | 99,0                                             | 105,4                                            | 105,4                                            | 120,0                                            | 133,3                                            | 138,0                                            | 130,2                                            | 1498,0                                           |
| Норма опадів, мм                                                              | 93                                               | 113                                              | 121                                              | 129                                              | 155                                              | 160                                              | 160                                              | 175                                              | 169                                              | 151                                              | 128                                              | 127                                              | 1681                                             |
| Днів з опадами                                                                | 18                                               | 17                                               | 17                                               | 20                                               | 23                                               | 23                                               | 25                                               | 26                                               | 24                                               | 22                                               | 18                                               | 19                                               | 252                                              |
| Вологість повітря, %                                                          | 79                                               | 77                                               | 75                                               | 78                                               | 78                                               | 79                                               | 79                                               | 79                                               | 78                                               | 79                                               | 79                                               | 80                                               | 78                                               |
| ----------------------------------------------------------------------------- | ------------------------------------------------ | ------------------------------------------------ | ------------------------------------------------ | ------------------------------------------------ | ------------------------------------------------ | ------------------------------------------------ | ------------------------------------------------ | ------------------------------------------------ | ------------------------------------------------ | ------------------------------------------------ | ------------------------------------------------ | ------------------------------------------------ | ------------------------------------------------ |
| Джерело: Worldwide Bioclimatic Classification System, Climate and Temperature |                                                  |                                                  |                                                  |                                                  |                                                  |                                                  |                                                  |                                                  |                                                  |                                                  |                                                  |                                                  |                                                  |

## Галерея

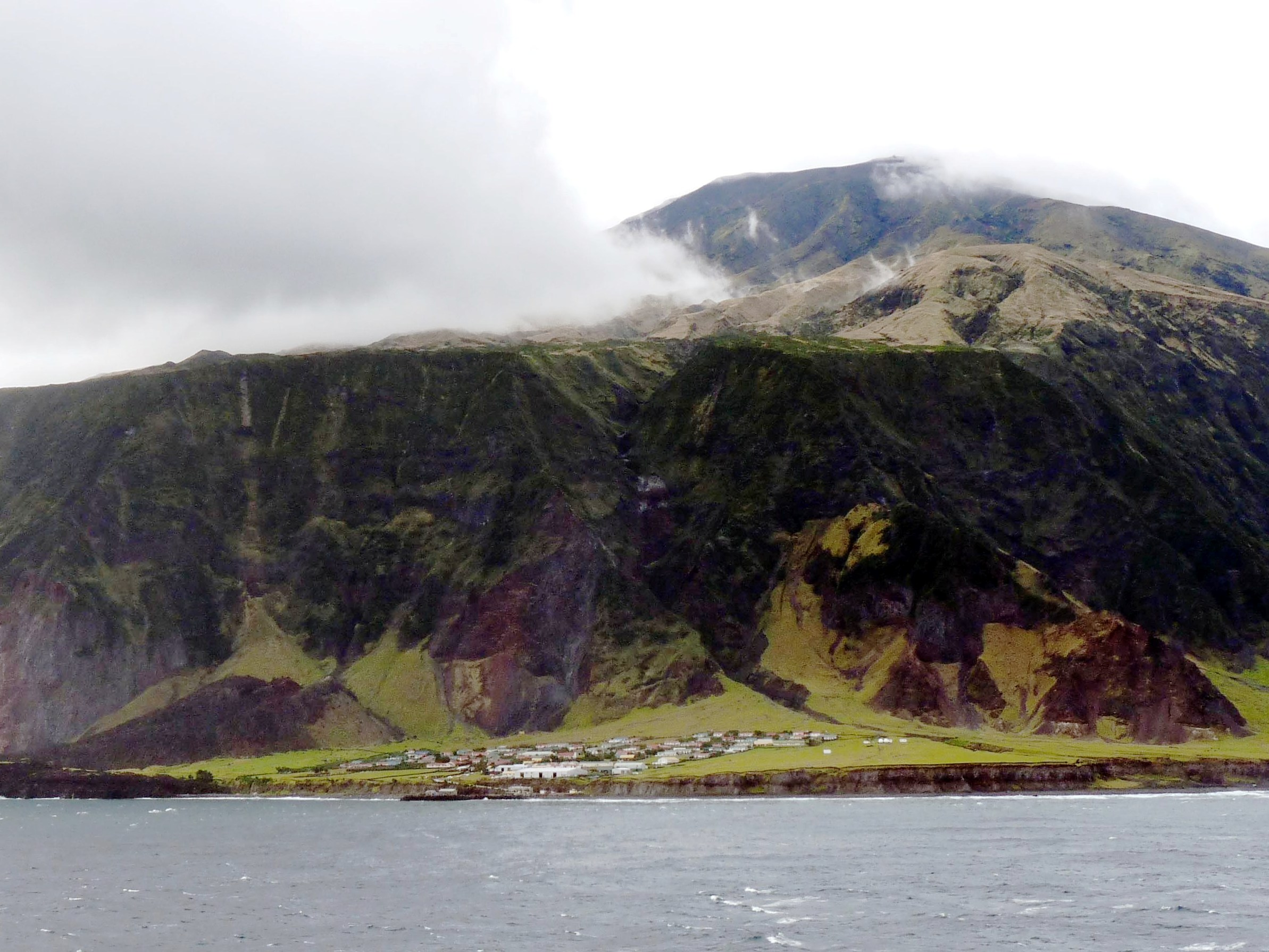
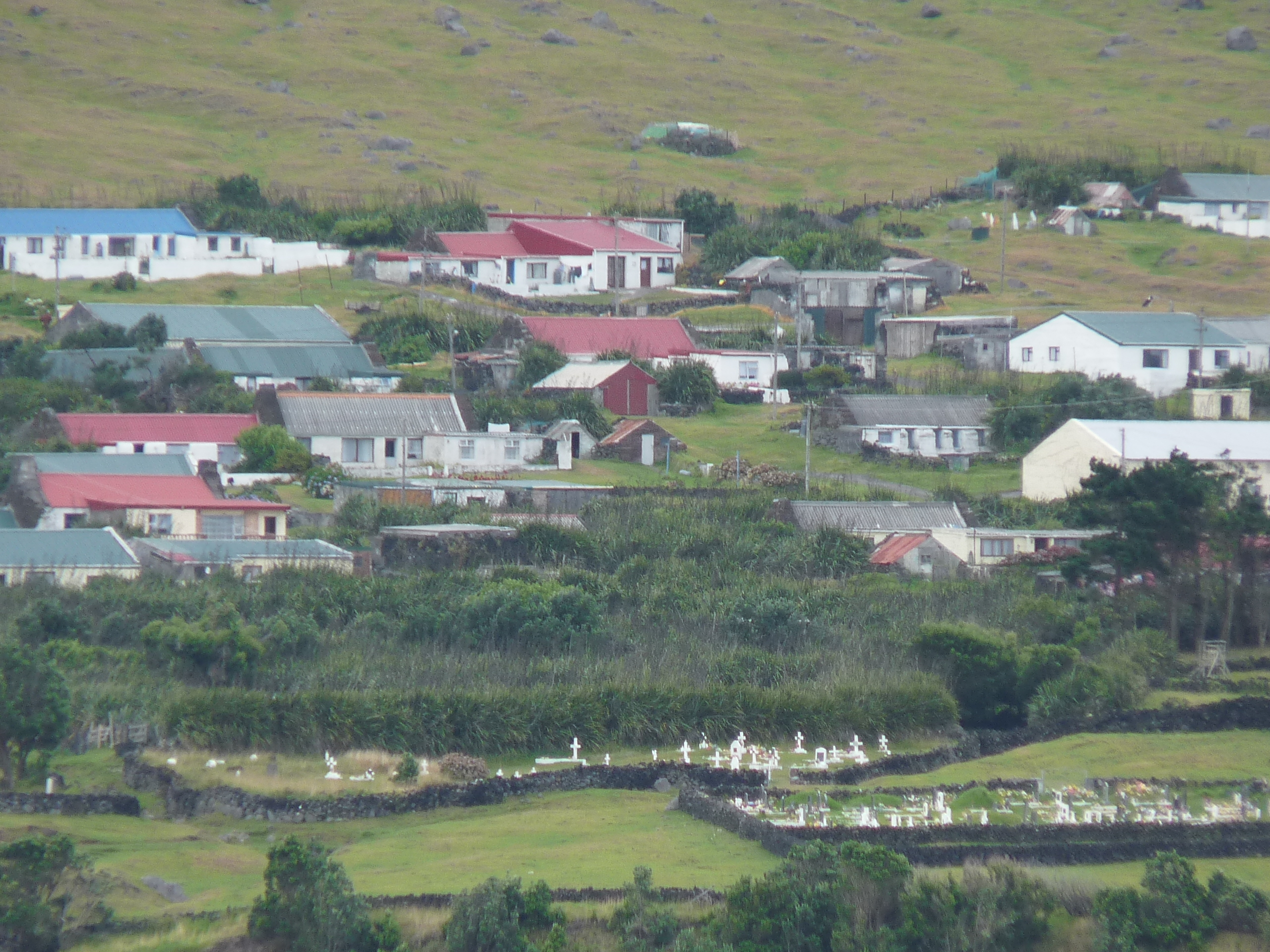